# Liste des partis radicaux

## En Amérique du Sud
- En Argentine, l'Unión Cívica Radical est un parti de centre gauche, membre de l'Internationale socialiste.
- Au Chili, le Parti radical social-démocrate du Chili est né en 1994, à la suite de la fusion du Parti radical et du Parti Social-démocrate.
- En Équateur, le Frente Radical Alfarista est un parti libéral, fondé en 1972. L'épithète alfariste fait référence à Eloy Alfaro, l'une des grandes figures du libéralisme équatorien du XIXe siècle, fondateur, en 1884, du premier parti libéral local.
- En Équateur, le Partido Liberal Radical Ecuatoriana est un autre parti libéral se réclamant du radicalisme républicain.
- Au Paraguay, le Parti libéral radical authentique est un parti de centre droite, fondé à Asuncion, en 1972. Le PLRA est la principale formation d'opposition du pays, adversaire du Parti Colorado.
- En Uruguay, le Parti radical fut fondé en 1873. Le Parti blanco radical, scission du Parti national, a été par Lorenzo Carnelli en 1925. Le Parti radical exista jusqu'à la dictature de Gabriel Terra en 1933.

## En Europe
- En Bulgarie, le Parti radical-démocrate est un parti libéral bulgare. Fondé en 1902 ou 1905 par des dissidents du Parti démocrate, il fut interdit en 1934, refondé en 1944 puis de nouveau interdit en 1949. En 1989, il réapparut et devint membre de l’Union des forces démocratiques. Cependant, depuis la fin du régime socialiste en Bulgarie, le parti reste marginal.
- Au Danemark, le Parti de la Gauche Radicale (Det Radikale Venstre) a été créé en 1905 (le 21 mai) par des dissidents du Parti Libéral du Danemark (Venstre, Danmarks Liberale Parti). La Gauche radicale est un parti social-libéral, de centre gauche.
- En Espagne, le radicalisme a été une tendance politique récurrente durant le XIXe siècle. Cependant, ce n'est qu'en 1869 qu'un Parti radical (formellement, le Parti démocrate-radical) est fondé. Celui-ci donne lieu a un descendant plus célèbre, le Parti républicain radical au début du XXe siècle, lui-même ancêtre du Parti Radical-socialiste de 1929, et du seconde Parti Radical-démocrate de 1934.
- Au Luxembourg, le Parti radical-libéral (Radikal-Liberal Partei) du Luxembourg fut créé en 1932, par la fusion du Parti radical et du Parti radical-socialiste. En 1945, le Parti radical se fond dans le Parti démocratique.
- Aux Pays-Bas, les Démocrates 66 (D'66) sont un parti de centre gauche, social-libéral, se réclamant du radicalisme démocratique (successeur notamment de l'Alliance Radicale, Radikal Bond).
- Au Portugal, le Parti radical fut un parti qui exista sous la Première République (1910-1926) ; il fut fondé en juin 1923.
- En Roumanie, le Parti radical de Roumanie fut créé en 1844.
- Au Royaume-Uni, le mouvement radical émerge au XVIIIe siècle. En 1859, les radicaux participent à la création du Parti libéral.
- En Serbie, le Parti populaire radical de Serbie (Народна радикална странка, Narodna radikalna stranka) a été créé le 8 janvier 1881. En 1929, le parti est interdit, puis restauré dans les années 1930. Sa figure de proue fut Nikola Pašić. En 1991, il se fond dans le Parti radical serbe (Српска радикална странка et Srpska radikalna stranka), en abrégé SRS, parti politique nationaliste serbe d'extrême droite.
- En Tchéquie (et anciennement en Tchéquoslovaquie) le Parti national social, parti républicain de centre-gauche, est considéré comme un homologue aux partis radicaux.
- En Ukraine, le Parti radical ukrainien (de Galicie) dont le nom d'origine est Parti radical ruthénien-ukrainien est fondé en 1890 et prend à partir de 1926, le nom de Parti radical socialiste ukrainien (USRP).
- En Ukraine, le Parti radical ukrainien (de Kiev) est à l'origine une petite organisation clandestine s'étant formée à Kiev au printemps 1905 par un groupe de gauche libérale ayant quitté le Parti démocratique ukrainien (UDP) sous l'impulsion de Borys Hrinchenko. Le Parti radical démocratique ukrainien (UDRP) est un parti politique ukrainien de tendance libérale, fondé à Kiev en décembre 1905, à la suite de la fusion entre le Parti démocratique ukrainien (UDP) et le Parti radical ukrainien de Kiev. Ce parti comporta un nombre important de l'intelligentsia ukrainienne dont Mykhaïlo Hrouchevsky. Mais au début de l'année 1908, l'UDRP se désintégra et beaucoup de ses membres rejoignirent la société clandestine des progressistes ukrainiens dont Mykhaïlo Hrouchevsky fut l'un des fondateurs et le chef.
- En Ukraine, le Parti radical d'Oleh Liachko est fondé en 2010 par Oleh Liachko.

### En France
Le terme de Parti radical est employé en France par plusieurs partis politiques considérés désormais comme modérés voire centristes, mais historiquement radicaux vis-à-vis du système républicain et de la laïcité, à l'époque de leur création où ces système ne faisaient pas consensus.
On distingue ainsi :
- la Gauche radicale, groupement très flou qui dès sa création en 1881 rassemble la plupart des députés d'inspiration radicale. Ce premier groupement radical perdure même après la création du Parti radical-socialiste, plus à gauche, en 1901; mais à partir de 1911 il représente désormais un radicalisme beaucoup plus conservateur, anticlérical, mais hostile au socialisme. Il est périodiquement renouvelé en accueillant des scissions de l'aile droite du Parti Radical-socialiste (notamment en 1928 et 1936). C'est la tendance politique représentée par Georges Clemenceau, Gaston Doumergue ou Henry Franklin-Bouillon, radicaux sans être radicaux-socialistes et considérés, après 1901, comme des hommes de la droite.
- le Parti républicain, radical et radical-socialiste à l'origine d'extrême-gauche puis progressivement poussé vers le centre avec l'apparition du socialisme puis du communisme, était très puissant durant la première moitié du XXe siècle. On parle rétrospectivement de Parti radical ou Parti radical-socialiste pour désigner ce parti fondé en 1901. En 1902, les forces du Bloc des gauches dont il fait partie gagnent les élections et le Parti radical prend en main la politique française. Il préside divers gouvernements, et obtient 196 députés en 1914. Il décline à partir des années 1930 puis s'effondre avec la défaite de 1940. La Quatrième République le retrouve très affaibli mais sa position d'arbitre lui permet néanmoins de conserver une très grande influence sur la politique française. En revanche, la Cinquième République et ses nouvelles institutions, auxquelles les radicaux sont peu adaptés, voit son déclin irréversible, aggravé encore par la scission de 1972, il existe encore aujourd'hui sous l’appellation de Parti radical dit valoisien, héritier légal du précédent dont il conserve le nom d'origine dans ses statuts. Il fut l'une des composantes fondatrices de l'UDF, puis de l'UMP avant de reprendre son indépendance politique le 15 mai 2011 et de fonder L'Alliance républicaine, écologiste et sociale le 26 juin 2011 à Épinay-sur-Seine.
- le Parti radical de gauche, scission minoritaire de membres du Parti radical historique et fondé en 1972 par les radicaux désireux de s'associer à l'Union de la gauche, sous le nom de Mouvement des radicaux de gauche. Le PRG est aujourd'hui proche du Parti socialiste.

D'autres partis radicaux issus de scissions minoritaires existent ou ont existé : 
- l'éphémère Parti radical-socialiste Camille Pelletan, issu de la scission de 1934.
- La nébuleuse des Radicaux indépendants, issus de l'aile droite du radicalisme, qui ont animé, sous la Troisième République et au début de la Quatrième République, un certain nombre de formations politiques (notamment le Parti radical indépendant) et de groupes parlementaires (l'Union républicaine radicale et radicale-socialiste, la Gauche radicale, la Gauche sociale et radicale, la Gauche démocratique et radicale indépendante à la Chambre des députés, et l'Union démocratique et radicale au Sénat.
- l'Union des républicains radicaux (U2R), qui réunit les radicaux issus des deux branches historiques ayant soutenu la candidature de Jean-Pierre Chevènement à l'élection présidentielle de 2002. L'U2R fait désormais partie de La Gauche moderne après avoir soutenu François Bayrou à la présidentielle de 2007.

### En Italie
Il y a un Parti radical (en) italien fondé en 1877.
Le Parti radical italien (PRI) fondé en 1904, disparaît en 1922. Le Parti radical est une formation politique fondée en 1955 par des dissidents de centre gauche du Parti libéral italien (PLI), et disparue en 1989. Il est relancé en 2001 sous le nom de Radicaux italiens, qui adhérent en 2005 au nouveau regroupement politique de la Rose au poing.
En 2004, des dissidents de l'aile gauche ont créé un parti radical de gauche (Radicali di Sinistra), de tendance sociale-libérale et écologiste. En 2006, des dissidents de l'aile droite ont formé un nouveau parti radical, libéral et favorable à une alliance avec la droite (les Riformatori Liberali).

### En Suisse
Le Parti radical (1849-2009) désigne le Parti libéral-radical (PLR - créé en 2009 à la suite de la fusion du Parti radical-démocratique avec le Parti libéral suisse (PLS)). C'est un parti de la droite « bourgeoise ». C'est le parti ayant permis la création de l'État fédéral de 1848, à l'issue de la guerre du Sonderbund. Depuis lors, le système politique s'est maintenu sans interruption jusqu'à nos jours.
En 1848, les radicaux sont la force principale de gauche, ils sont quasiment exclusivement jacobins, anticléricaux et réformés. Au fil des années, ils ont glissé de la gauche au centre droit jusqu'à occuper la place d'un parti de droite libérale principalement en Suisse alémanique, où le PLS n'existait pas, sauf à Bâle, mais ayant une position de sociaux-libéraux plus au centre de l'échiquier politique en Suisse romande et au Tessin, où le PLS occupait la place du principal parti le plus à droite, avant la montée en puissance de l'UDC à la fin du XXe siècle.
Des sections du Parti radical-démocratique continuent de coexister avec les sections du Parti libéral suisse dans trois cantons, à Genève, Bâle et Vaud. Partout ailleurs, les deux partis ont intégralement fusionné.
Après un lent déclin de 1891 à 1959, le Parti libéral-radical a depuis maintenu deux sièges sur sept au Conseil fédéral Et est aujourd'hui le troisième  parti de suisse